# 인베이전 (2005년 드라마)
인베이전(Invasion)은 2005년 9월 21일부터 2006년 5월 17일까지 ABC에서 방영된 드라마이다.

## 캐스트
- 윌리엄 피크너 - Tom Underlay
- 에디 시브리언 - Russell Varon
- 카리 매쳇 - Mariel Underlay
- 리사 셰리던 - Larkin Groves
- 타일러 라빈 - Dave Groves
- 알렉시스 지에나 - Kira Underlay
- 에번 피터스 - Jesse Varon
- 아리엘 게이드 - Rose Varon
- 아이샤 하인즈 - Mona Gomez